# Curt M. Genewein
Curt Maria Genewein (* 25. Juli 1921 in München; † 1. März 1991 ebenda) war ein deutscher römisch-katholischer Prälat.

## Leben
Curt M. Genewein stammte aus einer bekannten Münchner Ärztefamilie. Er war der Sohn des Medizinprofessors und Chirurgen Friedrich August (Fritz) Genewein (1878–1951) und der Chirurgin Agnes Genewein geb. Müser (1888–1974). Seine Geschwister Agnes Antonia (* 1917) und Robert Ignaz (* 1927) waren ebenfalls Mediziner.
Genewein studierte zunächst Naturwissenschaften. Eine in Arbeit befindliche Dissertation über den Flug der Möwen brach er ab, weil die Nationalsozialisten die Forschungserkenntnisse verwenden wollten.  Er studierte sodann Humanmedizin und wurde 1947 mit der Arbeit Des Walafrid Strabo von der Reichenau „Hortulus“ und seine Pflanzen in München zum Dr. med. promoviert. Nach dem Krieg studierte er in der Schweiz Philosophie und Katholische Theologie und empfing 1952 in Freising die Priesterweihe. Er war Mitglied der Studentenverbindung Akademischer Gesangverein München im SV.
Der Münchner Erzbischof Joseph Kardinal Wendel bestellte Curt M. Genewein zum ersten Diözesan-Seelsorger für Freie katholische Krankenschwestern und Fürsorgerinnen im Erzbistum München und Freising und zum Krankenhausseelsorger. Außerdem hatte er die Leitung für die Weiterbildung der Pflegeberufe in Bayern inne. Zudem wurde er Geschäftsführer des Katholischen Sozialen Hilfswerks e.V. in München und Rektor des Hauses Maria Regina in München, einer Schule für Krankenpflege für freie katholische Schwestern mit angeschlossenem Wohnheim. In der Vereinigung der Katholischen Schwesternverbände der Welt war er Seelsorger der deutschen Sektion.
Genewein war 1976 Initiator der Gründung der Katholischen Akademie für Krankenpflegeberufe in Bayern (heute: Katholische Akademie für Berufe im Gesundheits- und Sozialwesen in Bayern e.V.) sowie der der Deutschen Akademie für medizinische Fortbildung in Bad Nauheim. Er war Mitbegründer des Katholischen Krankenhausverbandes Bayern. Er gründete die Arbeitsgemeinschaft für Krankenpflege in Deutschland und war zwei Jahrzehnte lang ihr Geistlicher Beirat. Er war Gründer der Ökumenischen Arbeitsgemeinschaft München für den Dienst an alten und kranken Menschen und des seit 1977 in jährlichem Turnus stattfindenden Internationalen Kongresses für Pflegeberufe in Salzburg.
Genewein führte an sechs Münchner Schulen für Krankenpflege erstmals einen berufsethischen Unterricht ein. Zusammen mit Paul Sporken, einem niederländischen Ethikprofessor, war er erster Ersteller einer Berufsethik für Pflegeberufe; die gemeinsam verfasste Schrift Menschlich pflegen. Grundzüge einer Berufsethik für Pflegeberufe ist Standardwerk in der Aus- und Weiterbildung der Pflegeberufe.
1979 wurde er in das Metropolitankapitel München berufen. Er übernahm die Aufgaben des Öffentlichkeits- und Pressereferenten sowie des Personalreferenten für die Laien im Münchener Erzbischöflichen Ordinariat. Zudem wurde er Beauftragter der Freisinger Bischofskonferenz für das Landeskomitee der Katholiken in Bayern.
1981 erfolgte die Wahl und Ernennung zum Domkapitular.
Curt M. Genewein engagierte sich für zahlreiche Sozialprojekte im Heiligen Land. 1973 wurde er vom Kardinal-Großmeister Maximilien Kardinal de Fuerstenberg zum Ritter des Ritterordens vom Heiligen Grab zu Jerusalem ernannt und am 12. Mai 1973 im Augsburger Dom durch Lorenz Kardinal Jaeger, Großprior der deutschen Statthalterei, in den Orden investiert.
Genewein starb 1991 in München und wurde auf dem dortigen Waldfriedhof begraben.

## Ehrungen
- Ernennung zum Päpstlichen Ehrenprälat
- Ernennung zum Päpstlichen Geheimkämmerer[8]
- Ritter vom Heiligen Grab (1973)
- Bundesverdienstkreuz 1. Klasse (1988)

## Schriften
- Des Walafrid Strabo von der Reichenau "Hortulus" und seine Pflanzen, München 1947 (Diss. med.)
- Menschlich pflegen. Grundzüge einer Berufsethik für Pflegeberufe, Patmos-Verlag Düsseldorf 1975, zusammen mit Paul Sporken
- Jesus, Mensch für andere Menschen, Patmos-Verlag Düsseldorf 1978, ISBN 3-491-77464-0, zusammen mit Paul Sporken
- Mensch sein, Mensch bleiben im Krankenhaus, Patmos-Verlag Düsseldorf 1979, ISBN 3-491-77375-X, zusammen mit Paul Sporken

Artikel
- Humanitas im Krankenhaus – aus der Sicht des Seelsorgers, Langenb. Arch. 332 (1972)
- Die Gestalt des christlichen Krankenhauses heute in: Arzt und Christ 23 (1977), Seite 196–210